# Creid
《Creid》（爱尔兰语的“相信”），是史克威尔1997年电子角色扮演游戏《异度装甲》的原声编曲专辑。专辑由游戏作曲人光田康典编写，千年祭（Millennial Fair）合奏团演奏。DigiCube于1998年4月22日在日本初版专辑，史克威尔艾尼克斯于2005年6月29日再版专辑。《Cried》收录《异度装甲原声音乐》中的10首编曲，编曲大多采用爱尔兰和凯尔特，以及光田所言的少量日本摇滚曲风。项目雇佣了日本和爱尔兰艺术家。专辑五首声乐中四首由工藤顺子填词，本间哲子演唱，另一曲《Creid》由光田作词，艾蜜尔·奎恩演唱。
专辑获得媒体好评，内容创意及演奏和曲目选择皆获称赞。光田对吉他手吉良知彦的演奏印象深刻，选择让他参与之后《穿越时空》的演奏，最终他演奏了《穿越时空》的游戏片尾曲《Radical Dreamers ～盗不走的宝石～》。

## 创作

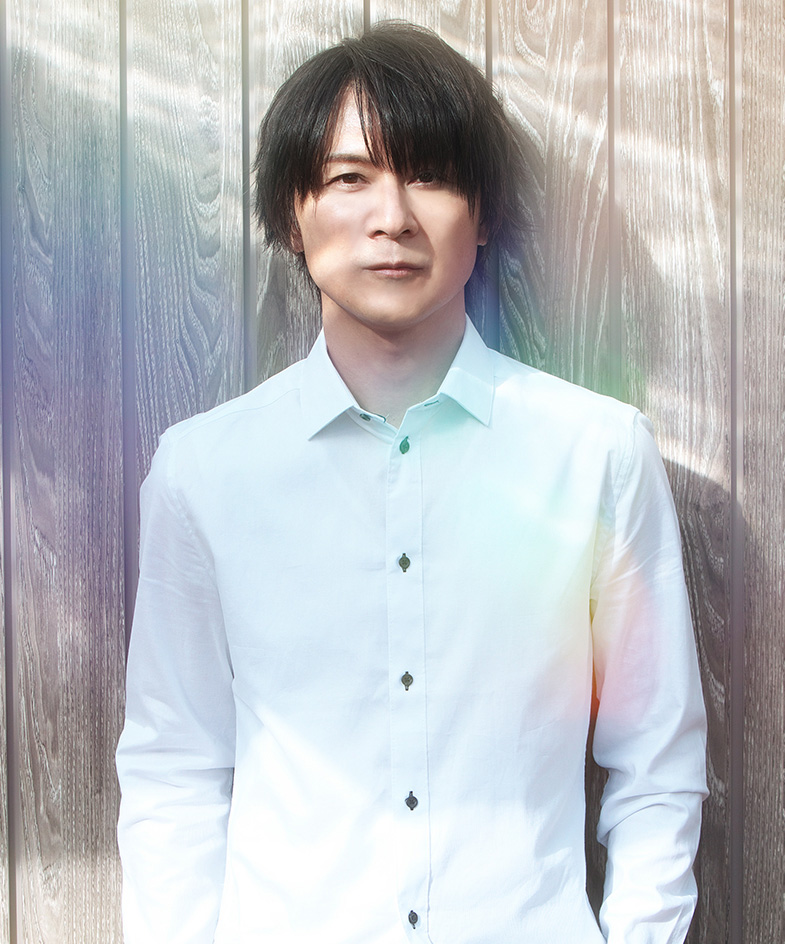
《异度装甲》原声和《Cried》的作编曲，光田康典

《异度装甲》是光田康典首个独立配乐的重要作品，他之前的原声大多是和其他作曲者合作的，唯一的《Radical Dreamers -無法盜取的寶石-》从未发行专辑。光田称《异度装甲》的音乐属于传统音乐流派。虽然他最开始称音乐起源于“一个自己想像的世界”而非某个国家，但他也称受到了爱尔兰和凯尔特音乐的强烈影响。他在原声音乐中采用的音乐手法是将凯尔特乐风嵌入“易听”的流行乐，而非制作“浓厚的”凯尔特音乐或简单的背景音乐。对于《Creid》，他扩展这一主题，创作更带有凯尔特乐风的《异度传说》编曲。专辑同时包括声乐和器乐曲目，并在曲目中结合了日本和凯尔特音乐。专辑标题有两重意思，一是“给那些在海量信息缠绕我们的时代中，迷失雄心之人的讯息”，二是肯定了“重新找回道路”的自己。光田认为在此专辑中，他已经发现了“探寻自己内心的精准音乐描绘调式”以及“传达内心信念的方式”。
除了日本音乐家外，几名爱尔兰艺术家也参与了《Creid》创作，如尤利安风笛手戴维·斯比雷恩——原Moving Hearts和《大河之舞》成员——以及曾参与《最终幻想IV 凯尔特之月》等史克威尔专辑的Máire Breatnach。经熟人介绍后，吉他手吉良知彦和歌手上野洋子受邀参与制作。大槻英宣（“KALTA”）以编曲身份参与，《Creid》是他继三年前参与《时空之轮编曲版 时之尽头》之后，再度为光田作品编曲，因而他认为编曲光田的音乐会更简单。大槻称光田和他的风格互补，因此专辑为听众留下大量想象的空间与自由。他认为光田的乐风自《时空之轮》以来已经转变，“重”音符用量减少，曲目更为成熟；在听到《异度装甲》曲目时，他“简直”“等不及”去编曲。光田曾描述他们的合作风格：他首先创作歌曲“基本骨架”，并形成他希望“创作出的”歌曲的概念，之后他将结果告诉大槻并一起编曲。因为“合成器模块上听起来好的真实演奏起来则未必”，最终成果会在之后的灌录过程中修改，偶尔唱片艺术家“即兴演奏”的部分也会收录到成品中。光田还一般在录音时，而非预先指定打击乐器；他认为“只要最终成品的结果为我所爱，过程并不是什么问题”。与其他艺术家的合作带给光田庆典的感觉，他将演奏者称为“假想的乐队”命名千年祭，并将此名称列入专辑职员表。
《Creid》由DigiCube于1998年4月22日发行，史克威尔艾尼克斯于2005年6月29日再版。专辑发行日期仅于原声专辑发行7周，或游戏本身发行10周之后。专辑有7首曲目，计49分1秒。原声音乐中《Stars of Tears》和《Small Two of Pieces ~Screeching Shards~》两曲分别改名《双翼》和《莫比乌斯》。《Stars of Tears》虽然收录于原声专辑中，却未在游戏中出现，此曲原作为开场过场的配音，但在开发中移除。专辑有5首声乐曲目和5首器乐曲目。《Creid》是光田以史克威尔雇员身份创作的最后一张专辑；在专辑发行3月之后的1998年7月，他辞职成为自由艺术家，并组建Procyon Studio为自己制作作品，不过他依然和史克威尔合作，如创作次年的《穿越时空》原声。
主作詞工藤順子編寫了五首聲樂曲目中的四首，他之前沒有電子遊戲相關項目的經驗；在她要求查看遊戲劇本後，對其長度表示出驚訝。在她應邀編寫歌詞前，她從未和光田謀面。光田在游佐未森1998年專輯《瞳水晶》的一首歌中首次聽到她的作品，他稱聽到歌詞後相當感動，並成為工藤的狂熱愛好者。雖然光田稱一般對自己的填詞水平無甚自信，但同名曲目《Creid》由他作詞，在錄音時將歌詞從日文翻譯為戈伊德尔语。原声专辑演唱者，Iona乐队的凯尔特歌手乔安妮·霍格，没有再度参与《Creid》。本间哲子演唱了四首工藤作词的歌曲，《Creid》由艾蜜尔·奎恩演唱。

## 评价与影响
《Cried》获得RPGFan的帕特里克·江恩等评论者的积极评价，他称赞专辑中每首曲目都“令人惊讶”并保持作品为光田康典的最佳。他特别称赞“众多的乐器”和Máire Breatnach的小提琴演奏。Square Enix Music Online的评论亦表示赞成，称赞了专辑的“真情实感”和“无比迷人的主题曲”，其中一名评论者称其为“史上最佳编曲专辑之一”。另一名评论者认为，虽然专辑是他认为光田最佳的作品之一，但《莫比乌斯》和《春之摇篮曲》等声乐演唱拖了专辑后腿。
RPGamer对专辑独特性表示称赞，称其“走出了RPG原声的‘编曲版本’惯例”。它们称歌曲“优美动人”，并特别称赞声乐将日本和凯尔特曲风完美结合。该网站的Elliot Guisinger在他的专辑评论中称他称专辑“美梦成真”，是“未来所有编曲专辑都是仿效的蓝图”。然而他认为声乐是专辑的弱点，并对歌手Joanne Hogg未能继原声专辑后再度参与表示失望。Soundtrack Central的埃里克·鲍林也对专辑表示赞扬，谓之“编曲专辑的一个转折点”，“无法用语言来描述”。他称《Lahan》是“不同乐器和人员”“集合起来”所创的有力作品，乃整张专辑的象征。
光田对吉良知彦的吉他演奏印象深刻，制定了让他完成《Creid》后为《穿越时空》演奏的计划，最终他演奏了游戏片尾曲《Radical Dreamers ～盗不走的宝石～》。在爱尔兰期间，光田和《Creid》专辑协调员在酒馆注意到了民谣乐队Lúnasa。光田对音乐会表示喜爱，协调员也鼓励这支爱尔兰乐队到日本巡演。史克威尔在《Creid》之后再没有制作《异度装甲》专辑，但是爱好者团体OneUp Studio在2005年限量发行了无正式授权的致敬专辑《Xenogears Light: An Arranged Album》。该专辑收录20首《异度装甲》编曲，并以钢琴、长笛、吉他、小提琴等原声乐器演奏。OverClocked Remix在2009年10月19日数字推出了非官方重混专辑《人类+机甲》，2“碟”含33首曲目。虽然是《Creid》是唯一冠以合奏组“千年祭”的专辑，但光田在2002年称他想以某种方式在其他项目上让千年祭回归。2011年2月，史克威尔艾尼克斯发行了第二张游戏编曲专辑：管弦风格的《神话 异度装甲管弦专辑》。

## 曲目列表
| 曲序 | 曲目                     |                                            | 时长 |
| ---- | ------------------------ | ------------------------------------------ | ---- |
| 1.   |                          |                                            | 7:24 |
| 2.   | （双翼）                 | 工藤順子                                   | 2:57 |
| 3.   |                          |                                            | 5:34 |
| 4.   |                          | 光田康典原词，Blathnaid Coffey爱尔兰语翻译 | 4:40 |
| 5.   |                          |                                            | 4:11 |
| 6.   | （光之阶梯）             | 工藤順子                                   | 3:44 |
| 7.   | （十月的人鱼 lyrics7 =） |                                            | 4:07 |
| 8.   | （春之摇篮曲）           | 工藤順子                                   | 5:28 |
| 9.   |                          |                                            | 4:32 |
| 10.  | （莫比乌斯）             | 工藤順子                                   | 6:24 |